# John Russell
John Russell, američani jahač in častnik, * 2. februar 1920, Dauphin, Pensilvanija, ZDA, 30. september 2020, San Antonio.
Russell je bil jahač na poletnih olimpijskih igrah leta 1948 in poletnih olimpijskih igrah 1952.